# Aghroum boutgouri
L’aghroum boutgouri (ou aghroum n'tdount) est un pain traditionnel très épicé du sud du Maroc, farci avec des oignons, de la graisse ou de la viande hachée, auxquels s’ajoutent épices et herbes hachées.